# Gneu Quinti Capitolí
Gneu Quinti Capitolí (en llatí: Gnaeus Quinctius Capitolinus) va ser un magistrat romà del segle iv aC. Formava part de la gens Quíntia i de la família dels Capitolins, per bé que Livi l'anomena Quintili i de cognomen Var.
Va ser edil curul el 366 aC, i més tard va ser nomenat dictador romà, l'any 331 aC, clavi figendi causa, una cerimònia relacionada amb rituals religiosos.
Era fill de Luci Quinti, tribú militar el 326 aC i pare de Cesó Quinti Claudus.